# Tantalesquinita-(Ce)
La tantalesquinita-(Ce) és un mineral de la classe dels òxids que pertany al grup de l'esquinita.

## Característiques
La tantalesquinita-(Ce) és un òxid de fórmula química Ce(TiTa)O₆. Va ser aprovada com a espècie vàlida per l'Associació Mineralògica Internacional en el mes de febrer de l'any 2024, i encara resta pendent de publicació. Cristal·litza en el sistema ortoròmbic.
L'exemplar que va servir per a determinar l'espècie, el que es coneix com a material tipus, es troba conservat a la col·lecció mineralògica del Museu Geològic de la Xina, a Beijing (República Popular de la Xina), amb el número de catàleg: M16122.

## Formació i jaciments
Va ser descoberta al dic de pegmatita Huangshan, situat a uns 35 km al nord-est del comtat de Hengfeng, al sud-est de la província de Jiangxi (Xina), sent aquest indret l'únic de tot el planeta on ha estat descrita aquesta espècie mineral.